# 세리에 A

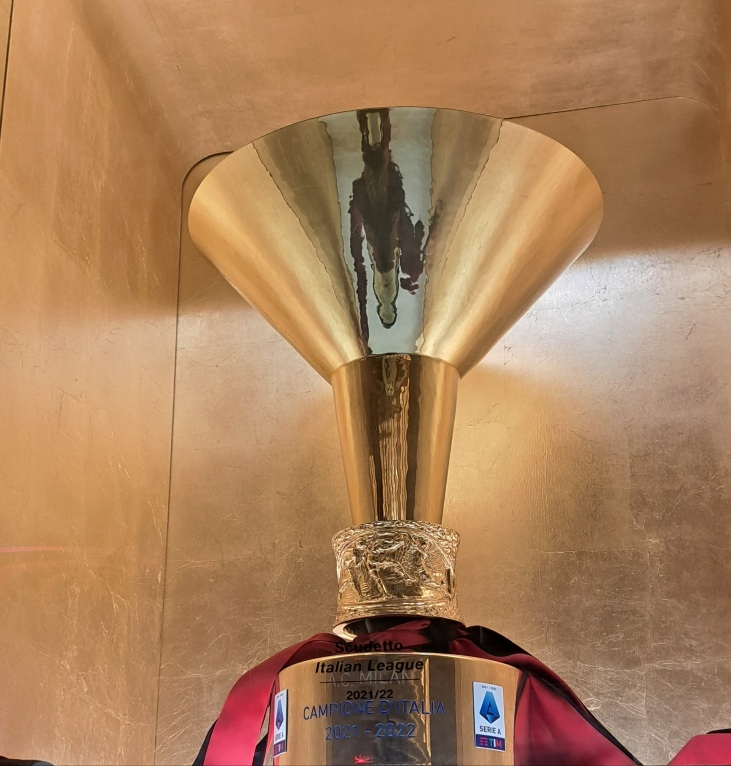
세리에 A 우승 트로피

세리에 A(이탈리아어: Serie A ˈsɛːrje ˈa[*])는 협찬사 에니의 자회사인 에닐라이브(Enilive)의 명칭을 따 세리에 A 에닐라이브(Serie A enilive)로도 알려진 이탈리아 축구 리그 체계 축구 최상위 리그로 우승 구단은 작은 방패와 이탈리아 패왕컵을 받게 된다. 이 리그는 1929-30 시즌을 기점으로 현재의 리그전 방식으로 진행되었다. 리그 주관 당사는 1943년까지 상위 리그 사무국이었고, 이후 2010년까지는 전국 프로 리그 사무국이 주관했으며, 2010-11 시즌부터 현재까지 전국 프로 세리에 A 리그 사무국이 현재 담당한다. 세리에 A는 세계에서 최고로 손꼽히는 리그 중 하나로, 전술 중시적이며 및 안정적인 수비 위주로 운영되는 리그로 정평이 나 있다. IFFHS는 2020년 최고 리그로 세리에 A를 꼽았고, 최근 5년 유럽대항전인 챔피언스리그와 유로파리그 성적을 기반으로 한 UEFA 계수로는 라리가, 분데스리가, 그리고 프리미어리그에 이어 리그 1보다 한 계단 위인 4위이다. 이전에 세리에 A는 UEFA 계수로 1986년부터 1988년까지, 그리고 1990년부터 1999년까지 선두를 달리기도 했다.
현재 대회 방식인 단일 리그 방식으로 1929-30 시즌에 개편되기 전까지 리그는 지역 및 지역간 대회를 포함한 두 단계 이상의 대회로 진행되었었다. 1929년 이전에 우승한 기록도 FIGC의 기록으로 인정되며, 현재의 리그 우승과 동일하게 취급된다. 한편, 제2차 세계 대전으로 황폐화된 와중에 지역별로 두 리그로 나뉘어 진행된 1945-46 시즌의 리그도 우승으로 인정되나, 통계로는 빠져 있다.
이 리그에는 세계구급으로 잘 알려지고, 2000년부터 2008년까지 당대 유럽의 정점을 점하던 구단들의 모임인 G-14의 출범 회원 구단이기도 한 밀란, 유벤투스, 그리고 인테르나치오날레가 소속된 리그이기도 하는데, 전자의 두 구단은 신생 유럽 구단 협회(ECA)의 원년 회원 구단이기도 하다. 세리에 A 구단들은 스페인의 라 리가에 이어 두 번째로 많은 발롱도르 수상자를 지목받은 것으로도 알려졌는데, 라 리가보다 수상 횟수는 적지만 수상자 수는 세리에 A가 더 많다. 유벤투스는 20세기에 이탈리아에서 가장 성공적인 구단으로, 가장 많은 리그 우승을 기록하고 있으며, 11회로 유럽에서는 공동 6위로, 국제 무대에서는 12위로 가장 많은 국제 대회 우승을 거두었다. 2022년 유로파 컨퍼런스리그 초대 대회 결승전 전까지 5개의 주요 대륙대항전을 모두 우승한 리그 중 하나로, 1985년 인터콘티넨털컵 우승으로 이 업적을 달성했으며, 그로부터 14년 뒤에는 인터토토컵도 우승하고 6개의 주요 대회를 모두 우승한 리그로 등극했다. 한편 밀란은 국제 대회에서 18번의 우승을 거두어 국제대회 공동 최다 우승 3위이다. 인테르나치오날레도 2009-10 시즌에 국제 축구 무대의 역사에 이정표를 남겼는데, 3관왕을 달성한 최초의 이탈리아 구단으로 기록되었다. 인테르나치오날레는 1909년에 처음 리그에 참가한 이래 단 한 번도 2부 리그로 내려간 적이 없는 유일한 구단이기도 하다. 위의 세 구단 외에도, 라치오, 피오렌티나, 로마, 그리고 나폴리까지 합쳐서 이탈리아 축구의 "7자매"(이탈리아어: sette sorelle)로 수식된다.
세리에 A는 가장 손꼽히게 화제를 모으는 리그이기도 하다. 2017년, 포포투 지에 따르면, 축구를 빛낸 100명의 선수들 중 42명의 선수를 꼽았는데, 이는 그 어느 리그보다 많은 선수이다. 유벤투스는 25명으로 월드컵 우승 선수를 가장 많이 배출했고, 이어서 인테르나치오날레가 19명, 로마가 15명, 그리고 밀란이 10명이 나왔는데, 각각 3위, 4위, 9위로 많은 우승 선수를 배출했다.

## 역사
세리에 A는 현행 방식으로 1929-30 시즌부터 진행했다. 1898년부터 1922년까지 대회는 지역별로 나뉘어 진행되었다. 지역 대회에 참가하는 구단 수가 늘어남에 따라 이탈리아 축구 연맹(FIGC)는 이탈리아 축구 협회(CCI)와 1921년에 갈라져 현 세리에 A의 전신인 북부 리그(Lega Nord)를 밀라노에서 출범시켰다. CCI 소속 구단들이 FIGC에 재합류했을 때, FIGC는 두 지역간 리그를 단계별로 나눈 것 외에도 FIGC는 지역별로 북부-남부 리그 둘로 나누었다. 1926년, 국제 위기와 파시스트의 압박으로 FIGC는 구조를 개편해 남부 리그 구단들을 전국 리그에 합병하여 1929-30 시즌부터 현행의 리그를 시작했다. 토리노는 1948-49 시즌에 우승을 거두었지만, 우승을 앞두고 수페르가 항공기 참사로 선수단의 대부분을 잃었다.
세리에 A 우승은 작은 방패(scudetto)로도 수식되는데, 1923-24 시즌을 기점으로 리그를 우승한 구단은 이탈리아 삼색기 방패 문양을 차기 시즌 유니폼에 달 수 있기 때문이었다. 최다 우승 구단은 유벤투스로 총 36번의 리그 우승을 거두었고, 이어서 인테르나치오날레와 밀란이 각각 19번씩 정상에 올랐다. 2004-05 시즌을 기점으로, 우승 최종전 후 실물 우승컵이 구단에 수여되었다. 이탈리아 패왕컵(Coppa Campioni d'Italia)으로 수식되는 트로피는 1960-61 시즌에 공식적으로 도입되었으나, 1961년부터 2004년까지는 이탈리아 전국 프로 축구 연맹(Lega Nazionale Professionisti) 본부에 보관하고 있었다.
2009년 4월을 기점으로, 세리에 A는 세리에 B와 나누어 관리되기로 발표되었다. 20개 구단들 중 19개 구단이 텔레비전 중계권을 놓고 앞의 결정에 지지를 표했다. 반대한 유일한 구단은 강등권의 레체였었다. 마우리치오 베레타 전 노조장은 새 리그의 회장으로 취임했다.
2016년 4월, 국제 축구 평의회는 세리에 A를 비디오 판독 시범 도입 대상으로 낙점했고, 2016-17 시즌에 비공개로 진행되어, 실제 실험을 거쳤고, 2017-18 시즌은 도움을 재검토할 수 있게 변경되었다. 이 결정에 카를로 타베키오 FIGC 회장은 "우리는 신기술을 최초로 지지할 수 있게 되어 영광이며, 이 중요한 실험에 우리 스스로 공헌할 수 있으리라 믿습니다"라고 답했다.

## 리그 형식
세리에 A는 대체로 16개, 18개 구단이 참가하는 1부 리그였다. 그러나, 2004-05 시즌을 이후로 참가하는 구단 수는 20개로 늘어났다. 1947-48 시즌, 1시즌은 전후 유고슬라비아와의 정치적 갈등 속에 정치적인 이유로 21개 구단이 참가했다. 다음은 역대 기간별 참가 구단 수의 변천사이다.
- 1929–1934: 18개 구단
- 1934–1943: 16개 구단
- 1946–1947: 20개 구단
- 1947–1948: 21개 구단
- 1948–1952: 20개 구단
- 1952–1967: 18개 구단
- 1967–1988: 16개 구단
- 1988–2004: 18개 구단
- 2004–현재: 20개 구단

작은 방패(Scudetto) 문양

8월에서 5월까지 진행되는 시즌 동안, 각 구단은 나머지 구단과 안방에서 1번, 원정에서 1번, 총 2차례 경기를 치러, 시즌 말까지 도합 38번의 경기를 뛴다. 따라서, 이탈리아 리그는 리그전 방식으로 진행된다. 전반기(andata)에 각 구단은 다른 구단들과 모두 1번씩 치러 총 19경기를 진행한다. 후반기(ritorno)에도 각 구단은 다른 구단들과 나머지 1번씩 재회하여 총 19번 더 경기를 더 치르는데, 후반기에는 전반기와 안방 구단과 원정 구단을 뒤바꾸어 치른다. 시즌 전후반기는 2021-22 시즌까지 같은 순서로 맞대결을 치렀는데, 그 후로, 스페인, 잉글랜드, 프랑스 리그와 마찬가지로 전후반기 일정 순서가 다른 리그를 치르기 시작했다. 1994-95 시즌을 기점으로 각 구단은 1승당 3점, 1무당 1점을 획득했고, 패했을 경우 승점을 추가할 수 없었다. 그 전까지 1승당 주어지는 승점은 2점이었고, 무승부에는 1점, 패배에는 0점이 주어졌다. 시즌이 끝나고 최하위 3개 구단은 세리에 B로 강등되었고, 같은 해 세리에 B의 3개 구단들이 차기 시즌에 강등된 구단들의 공백을 메웠다.

### 유럽대항전 진출
2022년 기준으로, 세리에 A는 UEFA 계수에서 4위에 오른 리그로, 세리에 A 상위 4개 구단은 챔피언스리그 조별 리그 직행권을 확보할 수 있다. 5위를 차지한 구단은 코파 이탈리아 우승 구단(코파 이탈리아 우승 구단이 리그에서 6위 이하의 성적을 거둔 경우)이나 6위(코파 이탈리아 우승 구단이 리그 상위 5개 구단인 경우)의 구단과 함께 유로파리그 조별 리그 진출권을 가져간다. 6위 혹은 7위(코파 이탈리아 우승 구단의 성적에 따라) 구단은 가장 하위 유럽대항전인 유로파 컨퍼런스리그 진출권을 획득한다.

### 승점 동률 시 순위 결정 방법
38경기를 모두 진행하고, 두 구단이 승점으로 1위 동률인 경우 작은 방패의 주인은 90분 동안 중립 구장에서 단일 플레이오프전을 치르고, 승부가 나지 않으면 연장전 없이 승부차기로 승패를 가린다. 2개 이상의 구단이 특정 진출권을 놓고 동률인 경우 승점이 동률인 구단들만 분류해 아래 조건에 따라 순위를 결정한다. 승점이 동률일 경우 아래의 조건에 따라 순위를 결정한다:
1. 상대 승점
2. 상대 전적의 골득실차
3. 전체 골득실차
4. 다득점
5. 유럽대항전, 강등 구단을 가려야 할 경우 중립 구장에서의 플레이오프. 그 외의 경우 공동 순위로 처리한다.[31]

2005-06 시즌 이전까지 리그에서 승점이 동점이나 유럽대항전이나 강등이 걸린 경우 바로 중립 경기에서 맞대결을 펼쳤지만, 2006-07 시즌부터 2021-22 시즌까지 동률인 구단의 순위 결정 방식은 리그 우승 구단을 정하는 것 외에는 나머지 위의 조건에 따라 순위가 정해졌으나, 실제로 위 기간 동안 플레이오프전으로 우승 구단을 가린 사례는 없다. 순위는 중립 구장에서의 플레이오프전이 벌이거나 두 차례의 맞대결의 합계 점수로 순위가 결정된다. 플레이오프전은 순위 결정 목적으로 진행된 적은 없다.
플레이오프전으로 우승 구단을 가린 사례는 1963-64 시즌이 유일한데, 볼로냐와 인테르나치오날레가 승점 54점 동률로 리그를 마쳤다. 볼로냐는 로마의 올림피코에서 플레이오프전을 2-0으로 이기며 방패의 주인공이 되었다. 플레이오프전은 유럽대항전 진출권을 가리거나(가장 최근 시즌은 1999-2000 시즌) 강등 구단을 결정하기(가장 최근은 2004-05 시즌) 위해 치른 사례가 몇 번 있다.

## 참가 구단
1929년 전까지 다수의 이탈리아 최상위 리그에 참가한 구단은 1922년까지 지역 대회로, 1929년까지 지역간 대회로 치렀다. 다음은 리그 형식으로 도입된 이래 세리에 A에 참가한 구단들의 목록이다.(총 68개 구단)

### 2024-25 시즌 참가 구단
| 팀명                    | 이문 팀명             | 연고 도시 | 홈구장                            |
| ----------------------- | --------------------- | --------- | --------------------------------- |
| 아탈란타                | Atalanta              | 베르가모  | 게비스 스타디움                   |
| 볼로냐                  | Bologna               | 볼로냐    | 스타디오 레나토 달라라            |
| 칼리아리                | Cagliari              | 칼리아리  | 우니폴 도무스                     |
| 코모                    | Como                  | 코모      | 스타디오 주세페 시니갈리아        |
| 엠폴리                  | Empoli                | 엠폴리    | 스타디오 카를로 카스텔라니        |
| 피오렌티나              | Fiorentina            | 피렌체    | 스타디오 아르테미오 프란키        |
| 제노아                  | Genoa                 | 제노바    | 스타디오 루이지 페라리스          |
| 엘라스 베로나           | Hellas Verona         | 베로나    | 스타디오 마르칸토니오 벤테고디    |
| 인테르나치오날레 밀라노 | Internazionale Milano | 밀라노    | 스타디오 주세페 메아차            |
| 유벤투스                | Juventus              | 토리노    | 알리안츠 스타디움                 |
| 라치오                  | Lazio                 | 로마      | 스타디오 올림피코                 |
| 레체                    | Lecce                 | 레체      | 스타디오 비아 델 마레             |
| 밀란                    | Milan                 | 밀라노    | 스타디오 주세페 메아차            |
| 몬차                    | Monza                 | 몬차      | 스타디오 브리안테오               |
| 나폴리                  | Napoli                | 나폴리    | 스타디오 디에고 아르만도 마라도나 |
| 파르마                  | Parma                 | 파르마    | 스타디오 엔니오 타르디니          |
| 로마                    | Roma                  | 로마      | 스타디오 올림피코                 |
| 토리노                  | Torino                | 토리노    | 스타디오 올림피코 그란데 토리노   |
| 우디네세 칼초           | Udinese Calcio        | 우디네    | 스타디오 프리울리                 |
| 베네치아                | Venezia               | 베네치아  | 스타디오 피에르 루이지 펜조       |

### 세리에 A 참가 시즌 횟수
1929-30 시즌에 단일 리그로 개편된 이래 총 91 시즌 동안 세리에 A에 총 68개 구단이 2022-23 시즌까지 참가했다. 굵은 글씨로 쓰인 구단들은 현재 세리에 A에 소속된 구단들이다. 이 중 인테르나치오날레만이 유일하게 세리에 A에 개근한 구단이다.
- 91시즌: 인테르나치오날레
- 90시즌: 유벤투스, 로마
- 89시즌: 밀란
- 85시즌: 피오렌티나
- 80시즌: 라치오
- 79시즌: 토리노
- 77시즌: 나폴리
- 76시즌: 볼로냐
- 66시즌: 삼프도리아[32]
- 62시즌: 아탈란타
- 55시즌: 제노아
- 50시즌: 우디네세
- 42시즌: 칼리아리
- 32시즌: 엘라스 베로나
- 30시즌: 바리, 비첸차
- 29시즌: 팔레르모
- 27시즌: 파르마
- 26시즌: 트리에스티나
- 23시즌: 브레시아
- 19시즌: SPAL
- 18시즌: 리보르노
- 17시즌: 레체, 카타니아, 키에보
- 16시즌: 아스콜리, 발초
- 15시즌: 엠폴리
- 13시즌: 노바라, 모데나, 베네치아, 알레산드리아, 체세나, 코모, 페루자
- 12시즌: 프로 파트리아
- 11시즌: 포자
- 10시즌: 아벨리노, 사수올로
- 9시즌: 레지나, 시에나
- 8시즌: 루케세, 삼피에르다레네세,[32] 크레모네세, 피아첸차
- 7시즌: 만토바, 바레세, 카탄차로, 피사, 페스카라
- 6시즌: 프로 베르첼리
- 5시즌: 메시나
- 4시즌: 살레르니타나, 카살레
- 3시즌: 레냐노, 레자나, 레코, 스페치아, 크로토네
- 2시즌: 베네벤토, 안코나, 테르나나, 프로시노네
- 1시즌: 몬차, 카르피, 트레비소, 피스토이에세

## 로고
세리에 A 로고에는 후원사 텔레콤 이탈리아(TIM)이 나온다. 현 로고는 2010년에 처음 도입되어 2016년에 텔레콤 이탈리아 후원사 로고의 변경과 함께 변경되었다. 2018년 8월, 로고가 한 번 더 변경되었고, 2019년 8월에 또다시 변경되었다.

## 중계권
이전에는 대부분 유럽국가와 대조되게 리그에 참가하는 구단별로 이탈리아 방송 채널에 리그 중계권을 판매했다. 현재 이탈리아의 지상파의 스카이 이탈리아와 스트리밍 방송사 DAZN 두 방송사가 중계권 계약을 맺고 있다. RAI에서는 경기 하이라이트(CET 기준 13:30 ~ 22:30)만 방영할 수 있다. 다음은 2021-22 시즌부터 이탈리아의 중계권 게약 방송사 목록이다.
- 스카이 이탈리아(매주 3경기)
- DAZN(모든 경기)
- 원풋볼 (하이라이트)

2010-11 시즌, 세리에 A 구단은 중계권을 구단 각자 계약하는 방식에서 1998-99 시즌 이후로는 처음으로 리그 전체가 계약하는 방식으로 변경할 것을 협상했다.
1990년대에 세리에 A는 채널 4의 풋볼 이탈리아로 중계될 당시 영국에서 큰 열풍을 이끌었는데, 2002년을 기점으로 단 한 채널이 고정적으로 방영되었던 방식과 대조되게 영국의 다른 리그보다 많은 채널에서 방영되었다. 세리에 A는 BSB의 스포츠 채널(1990-91), 스카이 스포츠(1991–1992), 채널 4(1992–2002), 유로스포츠(2002–2004), 세탄타 스포츠/브라보(2004–2007), 채널 5(2007–2008), ESPN(2009–2013), 일레븐 스포츠 네트워크(2018), /프리미어/프리스포츠(2019–2021), 그리고 현재 방송사인 BT 스포츠(2013–2018; 2021–현재)가 방영했다.
미국에서 세리에 A 중계를 담당하는 방송사는 CBS 스포츠이며, 파라마운트+에서 스트리밍 중계도 제공한다.

## 역대 우승 구단
이하는 1898년부터 지금까지 이탈리아 최상위 프로 리그 우승구단이며 총 16개 구단이 우승을 했으며, 1929-30시즌부터 리그전으로 바뀐 이래로 "이탈리아 챔피언" 타이틀은 단 12개 구단이 가져갔다.
| 구단             | 우승 횟수 | 준우승 횟수 | 우승 연도 |
| ---------------- | --------- | ----------- | --- |
| 유벤투스         | 36        | 21          | 1905, 1925–26, 1930–31, 1931–32, 1932–33, 1933–34, 1934–35, 1949–50, 1951–52, 1957–58, 1959–60, 1960–61, 1966–67, 1971–72, 1972–73, 1974–75, 1976–77, 1977–78, 1980–81, 1981–82, 1983–84, 1985–86, 1994–95, 1996–97, 1997–98, 2001–02, 2002–03, 2004–05, 2005–06, 2011–12, 2012–13, 2013–14, 2014–15, 2015–16, 2016–17, 2017–18, 2018–19, 2019–20 |
| 인테르나치오날레 | 20        | 17          | 1909–10, 1919–20, 1929–30, 1937–38, 1939–40, 1952–53, 1953–54, 1962–63, 1964–65, 1965–66, 1970–71, 1979–80, 1988–89, 2005–06, 2006–07, 2007–08, 2008–09, 2009–10, 2020–21, 2023-24 |
| 밀란             | 19        | 16          | 1901, 1906, 1907, 1950–51, 1954–55, 1956–57, 1958–59, 1961–62, 1967–68, 1978–79, 1987–88, 1991–92, 1992–93, 1993–94, 1995–96, 1998–99, 2003–04, 2010–11, 2021–22 |
| 제노아           | 9         | 4           | 1898, 1899, 1900, 1902, 1903, 1904, 1914–15, 1922–23, 1923–24 |
| 토리노           | 7         | 8           | 1926–27, 1927–28, 1942–43, 1945–46, 1946–47, 1947–48, 1948–49, 1975–76 |
| 볼로냐           | 7         | 4           | 1924–25, 1928–29, 1935–36, 1936–37, 1938–39, 1940–41, 1963–64 |
| 프로 베르첼리    | 7         | 1           | 1908, 1909, 1910–11, 1911–12, 1912–13, 1920–21, 1921–22 (CCI) |
| 로마             | 3         | 14          | 1941–42, 1982–83, 2000–01 |
| 나폴리           | 4         | 8           | 1986–87, 1989–90, 2022-23, 2024-25 |
| 라치오           | 2         | 6           | 1973–74, 1999–2000 |
| 피오렌티나       | 2         | 5           | 1955–56, 1968–69 |
| 칼리아리         | 1         | 1           | 1969–70 |
| 카살레           | 1         | —           | 1913–14 |
| 노베세           | 1         | —           | 1921–22 (FIGC) |
| 엘라스 베로나    | 1         | —           | 1984–85 |
| 삼프도리아       | 1         | —           | 1990–91 |

굵은 글씨는 2022-23 시즌에 세리에 A에 참가하는 구단들을 나타낸다.
- 이탈리아 축구 연맹(FIGC)은 1944년 전쟁기 선수권 리그 우승 기념으로 2002년에 스페치아에 기념상을 수여했다. 그러나, 이탈리아 축구 연맹(FIGC)은 우승을 작은 방패를 획득한 것으로 간주하고 있지 않다.

### 시군별 우승 횟수
| 연고지          | 우승 횟수 | 구단                             |
| --------------- | --------- | -------------------------------- |
| 토리노          | 43        | 유벤투스 (36), 토리노 (7)        |
| 밀라노          | 39        | 인테르나치오날레 (20), 밀란 (19) |
| 제노바          | 10        | 제노아 (9), 삼프도리아 (1)       |
| 볼로냐          | 7         | 볼로냐 (7)                       |
| 베르첼리        | 7         | 프로 베르첼리 (7)                |
| 로마            | 5         | 로마 (3), 라치오 (2)             |
| 나폴리          | 4         | 나폴리 (4)                       |
| 피렌체          | 2         | 피오렌티나 (2)                   |
| 칼리아리        | 1         | 칼리아리 (1)                     |
| 카살레 몬페라토 | 1         | 카살레 (1)                       |
| 노비 리구레     | 1         | 노베세 (1)                       |
| 베로나          | 1         | 엘라스 베로나 (1)                |

### 자치주별 우승 횟수
| 자치주명           | 우승 횟수 | 구단                                                                 |
| ------------------ | --------- | -------------------------------------------------------------------- |
| 피에몬테 주        | 52        | 유벤투스 (36), 토리노 (7), 프로 베르첼리 (7), 카살레 (1), 노베세 (1) |
| 롬바르디아 주      | 39        | 인테르나치오날레 (20), 밀란 (19)                                     |
| 리구리아 주        | 10        | 제노아 (9), 삼프도리아 (1)                                           |
| 에밀리아-로마냐 주 | 7         | 볼로냐 (7)                                                           |
| 라치오 주          | 5         | 로마 (3), 라치오 (2)                                                 |
| 캄파니아 주        | 3         | 나폴리 (3)                                                           |
| 토스카나 주        | 2         | 피오렌티나 (2)                                                       |
| 사르데냐 주        | 1         | 칼리아리 (1)                                                         |
| 베네토 주          | 1         | 엘라스 베로나 (1)                                                    |

## 기록
굵은 글씨는 세리에 A의 현역 선수를 나타내며, 기울인 글씨는 세리에 A 외의 리그에서 현역으로 활동하는 선수들을 나타낸다.

### 최다 출전

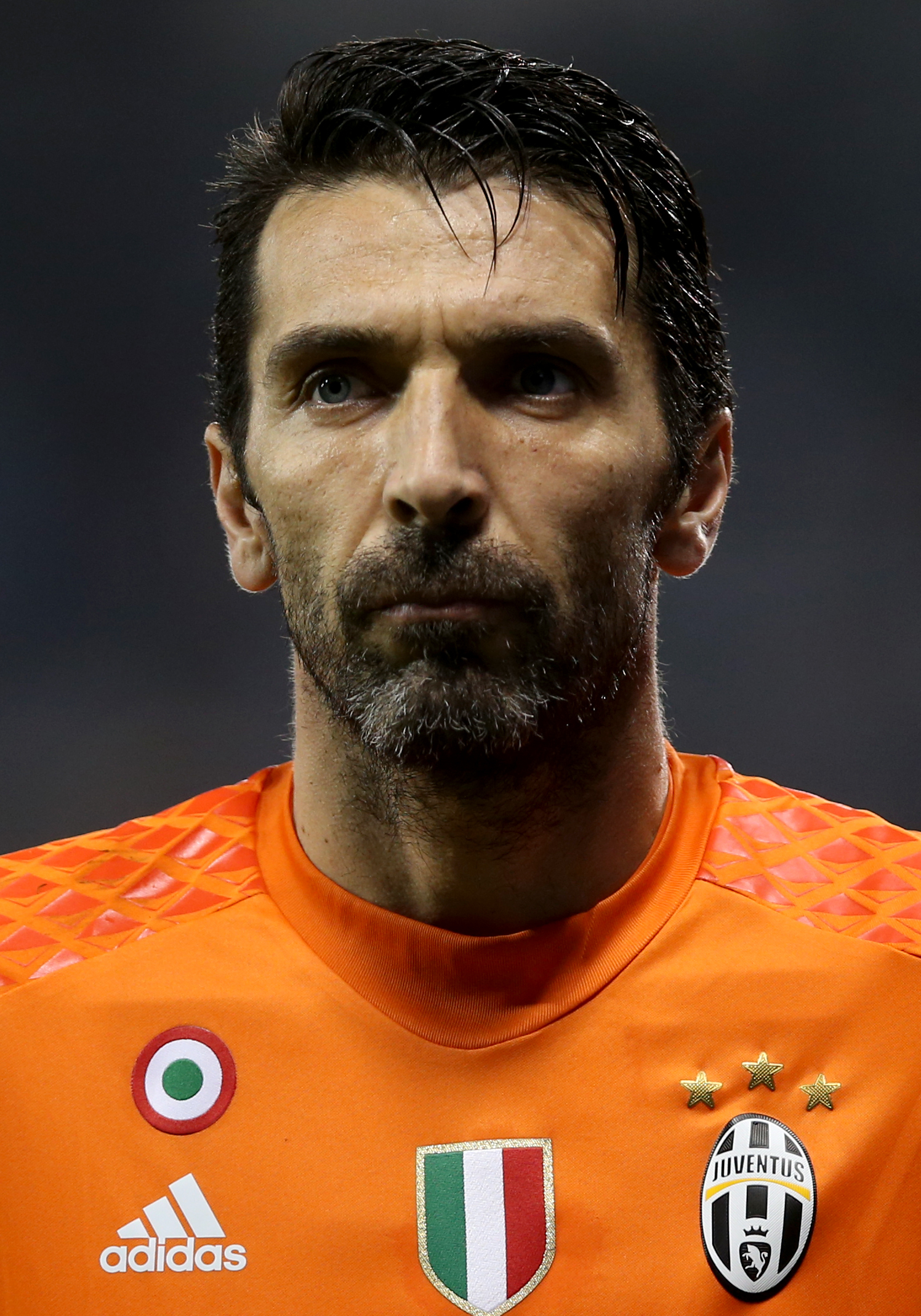
잔루이지 부폰은 657경기에 출전한 세리에 A 역대 최다 경기 출전 선수이다.

* 2022년 10월 23일 기준
| 순위 | 이름                  | 구단                                                         | 활동 연도                     | 출장 | 골  |
| ---- | --------------------- | ------------------------------------------------------------ | ----------------------------- | ---- | --- |
| 1    | 잔루이지 부폰         | 파르마, 유벤투스                                             | 1995–2006 2007–2018 2019–2021 | 657  | 0   |
| 2    | 파올로 말디니         | 밀란                                                         | 1984–2009                     | 647  | 29  |
| 3    | 프란체스코 토티       | 로마                                                         | 1992–2017                     | 619  | 250 |
| 4    | 하비에르 사네티       | 인테르나치오날레                                             | 1995–2014                     | 615  | 12  |
| 5    | 잔루카 팔리우카       | 삼프도리아, 인테르나치오날레, 볼로냐, 아스콜리               | 1987–2005 2006–2007           | 592  | 0   |
| 6    | 디노 초프             | 우디네세, 만토바, 나폴리, 유벤투스                           | 1961–1983                     | 570  | 0   |
| 7    | 피에트로 비에르코보드 | 코모, 피오렌티나, 로마, 삼프도리아, 유벤투스, 밀란, 피아첸차 | 1980–2000                     | 562  | 38  |
| 8    | 사미르 한다노비치     | 트레비소, 라치오, 우디네세, 인테르나치오날레                 | 2004–2006 2007–               | 560  | 0   |
| 9    | 로베르토 만치니       | 볼로냐, 삼프도리아, 라치오                                   | 1981–2000                     | 541  | 156 |
| 10   | 실비오 피올라         | 프로 베르첼리, 라치오, 유벤투스, 노바라                      | 1929–1943 1946–1947 1948–1954 | 537  | 274 |

### 최다 득점

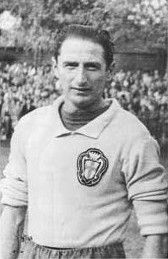
실비오 피올라는 274골로 세리에 A 역사상 최다 득점자이다.

2020년 2월 8일 기준
| 순위 | 선수                 | 구단                                                                        | 활동 연도                     | 골  | 출장 | 득점률 |
| ---- | -------------------- | --------------------------------------------------------------------------- | ----------------------------- | --- | ---- | ------ |
| 1    | 실비오 피올라        | 프로 베르첼리, 라치오, 유벤투스, 노바라                                     | 1929–1943 1946–1947 1948–1954 | 274 | 537  | 0.51   |
| 2    | 프란체스코 토티      | 로마                                                                        | 1992–2017                     | 250 | 619  | 0.4    |
| 3    | 군나르 노르달        | 밀란, 로마                                                                  | 1949–1958                     | 225 | 291  | 0.77   |
| 4    | 주세페 메아차        | 인테르나치오날레, 밀란, 유벤투스                                            | 1929–1943 1946–1947           | 216 | 367  | 0.59   |
| 4    | 조제 알타피니        | 밀란, 나폴리, 유벤투스                                                      | 1958–1976                     | 216 | 459  | 0.47   |
| 6    | 안토니오 디 나탈레   | 엠폴리, 우디네세                                                            | 2002–2016                     | 209 | 445  | 0.47   |
| 7    | 로베르토 바조        | 피오렌티나, 유벤투스, 밀란, 볼로냐, 인테르나치오날레, 브레시아              | 1985–2004                     | 205 | 452  | 0.45   |
| 8    | 쿠르트 함린          | 유벤투스, 파도바, 피오렌티나, 밀란, 나폴리                                  | 1956–1971                     | 190 | 400  | 0.48   |
| 9    | 주세페 시뇨리        | 포자, 라치오, 삼프도리아, 볼로냐                                            | 1991–2004                     | 188 | 344  | 0.55   |
| 9    | 알레산드로 델 피에로 | 유벤투스                                                                    | 1993–2006 2007–2012           | 188 | 478  | 0.39   |
| 9    | 알베르토 질라르디노  | 피아첸차, 엘라스 베로나, 파르마, 밀란, 피오렌티나, 제노아, 볼로냐, 팔레르모 | 1999–2017                     | 188 | 502  | 0.37   |

## 선수 정책

### 비(非)유럽연합 선수
각 구단에 기용할 수 있는 비유럽연합 선수의 수를 규제하는 라 리가와 대조되게, 세리에 A에서는 국내 이적을 통해 최대한 많은 비유럽연합 선수를 영입할 수 있게 규정되었다.
1980년대에서 1990년대에 대부분의 세리에 A 구단들은 해외(유럽연합/비유럽연합 국가를 막론하고) 선수들을 대거 영입했다. 세리에 A에서 활동한 몇몇 주요 선수들로는 아일랜드 국가대표 리암 브래디, 잉글랜드 국가대표팀의 폴 개스코인과 데이비드 플랫, 프랑스 국가대표, 미셸 플라티니, 로랑 블랑, 독일의 로타어 마테우스와 위어겐 클린스만, 네덜란드의 뤼트 휠릿과 데니스 베르흐캄프, 그리고 아르헨티나의 디에고 마라도나를 예로 들 수 있다.
2003-04 시즌, 사무국은 각 구단에 비유럽연합, 비유럽자유무역연합 및 비스위스 선수가 해외로부터 입단할 수 있는 선수 숫자를 규제하기 시작했고, 2002-03 시즌에 도입된 규정으로, 세리에 A와 B의 구단들은 2002년 여름 이적 시장을 기점으로 비유럽연합 선수를 1명밖에 영입할 수 없게 바뀌었다.
2000-01 시즌 중, 기존의 규정이 폐지되어, 5명 이상 비유럽연합 국적의 선수를 보유하고 한 경기에서 3명 넘게 현장에 배치할 수 있게 되었다. 앞의 규제 철폐와 함께, FIGC 연맹은 가짜 여권 사용 여부 단속도 병행했다. 2001년 7월 단속 결과 우디네세의 아우베르투와 왈리, 알레한드로 다 실바, 조르지뉴 파울리스타 로마의 파비우 주니오르와 구스타보 바르텔트, 밀란의 지다, 인테르나치오날레의 알바로 레코바, 삼프도리아의 토마 조브, 프랑새 제, 장 옹도아, 그리고 비첸차의 제다와 데데가 6개월 내지 1년의 징계를 받았다. 그러나, 이후 징계는 항소 등을 통해 경감되었다.
비유럽연합 국적의 선수는 2002-03 시즌의 265명에서 2006-07 시즌의 166명으로 줄어든 것으로 나타났다. 또한 유럽 연합 회원국에 추가로 합류한 경우에도 유럽 연합 국적의 선수로 인정되게 개정되었고,(2004년 및 2007년의 유럽 연합 확장 항목 참조) 아드리안 무투, 발레리 보이노프, 마레크 얀쿨로프스키, 그리고 마리우시 스탕케비추스도 모국의 유럽 연합 가입에 따라 유럽 연합 선수로 분류되었다.
규정은 2004년 8월, 2005년 6월, 2006년 6월, 그리고 2007년 6월에 약간의 손질을 거쳤다.
2008-09 시즌을 기점으로, 비유럽연합 선수가 없는 경우 유럽 연합 국적 외의 선수 세 명을 영입할 기회를 영입할 수 있게 되었다. 한 명 보유할 경우 두 명을, 두 비유럽연합 선수가 있으면 한 명을 무조건 영입하고, 조건에 따라 한 명을 더 영입할 수 있는데, 이는 다음 조건을 만족시겨야 했다: 1)해외로 건너간 1명의 비유럽연합 선수, 2) 자유 이적으로 방출된 선수 1명, 그 외로 3) 비유럽연합 국적 선수가 유럽연합 국적을 획득한 경우로 나뉜다. 3명 이상 비유럽 선수가 있으며, 두 가지 조건을 만족시켜야 했다: 두 명의 비유럽연합국 선수를 자유 이적으로 방출하거나 2명이 아닌 1명으로 비유럽연합 선수를 줄이는 경우 중에 하나를 선택해야 했다. 세리에 B, 레가 프로 구단은 비유럽연합 선수를 해외에서 영입할 수 없는데, 예외는 세리에 D에서 승격한 경우이다.
다수 해외 선수들을 기용하는 대형 구단은 해외 선수들이 적거나 없는 구단을 경유해 비유럽 선수 분량을 희생하지 않고 비유럽 선수를 추가로 영입하는데 활용했다. 예를 들어, 아드리안 무투는 2005년에 리보르노를 거쳐 유벤투스에 입단했는데, 당시 루마니아는 유럽연합 회원국이 아니었다. 또다른 사례로, 줄리우 세자르와 빅터 오비나가 키에보 베로나를, 마스웨우가 엠폴리를 거쳐 인테르나치오날레 선수가 되었다.
2010년 7월 2일, 위의 국적 조건은 1명의 선수 영입으로 재조정되었고, 비유럽연합 국적 선수가 없을 경우 여전히 3명의 비유럽연합 선수를 영입할 수 있도록 개정되었다. 2011년, 영입 가능 대상은 다시 2명으로 수정되었다.

### 국내 육성 선수
세리에 A는 국내 국내 육성 선수 제도를 도입했다. UEFA와 다르게 세리에 A는 1군 최다 선수 보유 제한을 25명으로 제한하는데, 선수단은 해외 선수를 더 기용하려면 선수단의 규모 증대가 불가피했다. 그러나, 선수단 25명(U-21 선수 제외) 제한은 2015-16 시즌에 도입되었다.(2015-16 시즌, 구단은 국내 육성 선수가 8명이었는데, 이 중 4명만이 자체 유소년부 출신이었다. 2016-17 시즌, FIGC는 비적격 선수인 안토니오 라구사를 출전시킨 사수올로에 제제를 가했다. 비록 구단은 자체 유소년부 출신 선수 외에 21세의 선수단 연령 제한(당시 기준으로 1995년생 혹은 그 이후의 선수로 4명까지 기용할 수 있었을 초과하지 않았지만, 24명 명단에는,
세리에 A 사무국에서는 선수단 명단이 현행화되지 않은 것으로 밝혀졌다.
2015-16년, 선수 국적 관련 다음과 같은 조건이 붙었다.
| 1군 선수단 규모 | 지역l + 컵대회 성적                       |
| --------------- | ----------------------------------------- |
| ← 25            | 최소 8 (최대 4 자체 유소년부가 아닌 경우) |

### FIFA 올해의 선수
출처:
- 로타어 마테우스: 1991 (인테르나치오날레)
- 마르코 판 바스턴: 1992 (밀란)
- 로베르토 바조: 1993 (유벤투스)
- 조지 웨아: 1995 (밀란)
- 호나우두: 1997, 2002 (인테르나치오날레)[note 2]
- 지네딘 지단: 1998, 2000 (유벤투스)
- 파비오 칸나바로: 2006 (유벤투스)[note 3]
- 카카: 2007 (밀란)

## 같이 보기
- 캄피오나토 나치오날레 프리마베라
- 코파 캄피오니 디탈리아
- 이탈리아 축구 구단의 유럽대항전 기록
- 세리에 A의 외국인 선수 목록
- 이탈리아 축구의 구단주 목록
- 세리에 A 시상식
- UEFA 계수

## 참고
내용주
1. ↑   1990년대에는 위 구단들 중 나폴리를 제외하고 파르마를 이탈리아 축구 7자매로 수식했다.
2. ↑  호나우두는 1997년 중반기에 바르셀로나에서 인테르나치오날레로 이적했다. 그는 이후 2002년 중반기에 인테르나치오날레에서 또다시 이적했다.
3. ↑  파비오 칸나바로는 2006년 중반기에 레알 마드리드로 이적했다.

상세 설명
1. ↑  칼초폴리 스캔들로 2차례 우승이 취소되었고, 2004-05 시즌의 우승 구단은 없는 것으로 처리되었다.
2. ↑  해당 시즌의 우승 구단은 칼초폴리의 여파로 판결 대상으로 올라왔고, 결국 인테르나치오날레의 우승으로 처리되었다.
3. ↑  알레만디 승부조작 스캔들로 우승이 취소되었고, 1926-27 시즌의 우승 구단은 없는 것으로 처리되었다.